# Colotois robusta
Colotois robusta är en fjärilsart som beskrevs av Max Joseph Bastelberger 1908. Colotois robusta ingår i släktet Colotois och familjen mätare. Inga underarter finns listade i Catalogue of Life.